# J·J·亨利
J·J·亨利（J. J. Henry, 1975年4月2日 - ）是一位美國職業高爾夫球選手。出生在康乃狄克州的費爾菲爾德。目前生活在德州的沃思堡。他曾代表美國隊參加2006年萊德盃，并曾排名世界前40位。

## 外部連結
- PGA巡迴賽網站上的介紹